# بازيلدون (دائرة انتخابية في المملكة المتحدة)
بازيلدون (بالإنجليزية: Basildon)‏ هي إحدى الدوائر الانتخابية في المملكة المتحدة الممثلة في مجلس العموم في برلمان المملكة المتحدة.
عضو البرلمان الذي يمثلها حالياً هو :Angela E. Smith (Lab/Co-op).